# Lorentz Aspen
Lorentz Aspen (Stavanger, 23 de Abril de 1978) é pianista e tecladista norueguês de heavy metal. Em 1993 juntou-se à banda Theatre of Tragedy.
Para além deste projecto, Aspen é músico adicional na banda Imperium. Participou no álbum Vovin da banda Therion.